# Calathea splendida
Calathea splendida är en strimbladsväxtart som först beskrevs av Lem., och fick sitt nu gällande namn av Eduard August von Regel. Calathea splendida ingår i släktet Calathea och familjen strimbladsväxter. Inga underarter finns listade.